# Tuca tuca, si/Accidenti a quella sera
Tuca tuca, si/Accidenti a quella sera è l'ottavo 45 giri della cantante pop Raffaella Carrà, pubblicato nel 1972 dall'etichetta discografica RCA Italiana.

## Il disco
Entrambi i brani sono stati inseriti nell'album Raffaella... Senzarespiro, ma in versione finto live.
Pubblicato lo stesso anno anche in Spagna (RCA Victor 3-10716).

## Tuca tuca, si
"Follow-up" del celebre ballo Tuca tuca, inciso da Raffaella l'anno precedente.

## Accidenti a quella sera
É il lato B del disco.
Nella seconda edizione (92/93) della trasmissione Non è la Rai, Alessia Marinangeli ne canta una cover in stile Rock and roll, doppiando Roberta Modigliani.
Incisione inserita nella compilation Non è la Rai del 1993 (RTI Music, RTI 1030-2).
Ancora nel 1993, Angelo Cavallaro la inserisce nell'album Canta il meglio di... Non è la Rai, edizioni musicali Seamusica.

## Tracce
Edizioni musicali RCA.
Lato A
1. Tuca tuca, si[5] – 2:38 (testo: Gianni Boncompagni – musica: Franco Pisano)

Lato B
1. Accidenti a quella sera[6] – 3:58 (Gianni Boncompagni)

### Musicisti
- Paolo Ormi e la sua orchestra